# Christian Leopold
Christian Gerhard Leopold (24. února 1846 Meerane – 12. září 1911 Bärenburg) byl německý gynekolog a profesor gynekologie.

## Život
Christian Gerhard Leopold se narodil v rodině saského praktického lékaře. V letech 1865 až 1870 studoval na lékařské fakultě v Lipsku. V období 1877 až 1883 nechal postavit kliniku v Lipsku. Od roku 1883 jako profesor přednášel na lékařské univerzitě v Lipsku. Od roku 1894 společně s Adolfem Gusserovem vydával vlastní časopis.
Jeho jméno nesou Leopoldovy hmaty, používané v porodnictví. Jde o palpační vyšetření břicha těhotné.
V roce 1893 byl zvolen členem Německé akademie věd Leopoldina.
Zemřel v roce 1911, pohřben byl na hřbitově Johannisfriedhof v Drážďanech